# جاکوپو مانکونی
جاکوپو مانکونی (انگلیسی: Jacopo Manconi؛ زادهٔ ۲۴ آوریل ۱۹۹۴) بازیکن فوتبال اهل ایتالیا است.
از باشگاه‌هایی که در آن بازی کرده‌است می‌توان به باشگاه فوتبال لیورنو، باشگاه فوتبال نووارا، و باشگاه فوتبال لچه اشاره کرد.
وی همچنین در تیم ملی فوتبال زیر ۲۰ سال ایتالیا بازی کرده‌است.